# Beno Hvala
Benjamin »Beno« Hvala, slovenski športni novinar, režiser in producent, * 29. april 1932, Ljubljana, † 2. julij 2012.
Diplomiral je 1965 na ljubljanski visoki šoli za politične vede. V letih 1955−1991 je bil zaposlen na Radio televiziji Slovenija, med drugim kot televizijski športni reporter in režiser. Leta 1960 je režiral prvi slovenski športni prenos poletov na Planiški velikanki, sodeloval je pri prenosih s sedemnajstih olimpijskih iger. Iznašel je počasno predvajanje posnetkov oz. »slow motion«, čeprav si sam za to ni želel lastiti zasluge, ampak jih je pripisal skupinskemu delu tehničnih strokovnjakov s televizijske ekipe. Do tega so prišli ob razmisleku, kako bi bilo za prihajajoče Svetovno prvenstvo v hokeju na ledu 1966 v Hali Tivoli gledalcem predstavili najbolj dramatične trenutke tekem.
Leta 1977 je prejel Prešernovo nagrado za »izvedbo Hlapca Jerneja na osrednji proslavi ob 100-letnici rojstva Ivana Cankarja« s sodelavci, leta 1988 je prejel Bloudkovo nagrado za »delovanje v športu in velik prispevek k razvoju športnega programa na RTV Ljubljana« in Tomšičevo nagrado za novinarsko delo. Je edini prejemnik vseh treh nagrad.